# Резолюция ПАСЕ № 1416
Резолюция Парламентской ассамблеи Совета Европы № 1416 — резолюция ПАСЕ в связи с ситуацией на оккупированных территориях Азербайджана от 25 января 2005 года под названием «О конфликте в Нагорно-Карабахском регионе, решением которого занимается Минская Конференция ОБСЕ».
Проект резолюции был подготовлен Комиссией по политическим вопросам ПАСЕ. В пояснительной записке, подготовленной членом Группы европейских демократов Дэвидом Аткинсоном из Великобритании, говорилось, что в 1991 году, когда страна была признана независимым государством, границы Азербайджана были признаны на международном уровне, а Нагорный Карабах входил в состав этой территории Азербайджана.

## Текст резолюции
В этой резолюции ПАСЕ ещё раз подчёркивает, что «Значительная часть территории Азербайджана по-прежнему оккупирована армянскими силами, а Нагорно-Карабахский регион всё ещё контролируется силами сепаратистов». В то же время ПАСЕ «выражает озабоченность по поводу того, что военные действия и предшествовавшие им широко распространённые факты этнической враждебности привели к массовому изгнанию по признаку этнической принадлежности и возникновению моноэтнических районов, заставляющих вспомнить об ужасной концепции этнических чисток». Отмечая, что «независимость и выход какой-либо региональной территории из состава государства возможен лишь в результате законного и мирного процесса, в основе которого лежит демократическая поддержка жителей этой территории, а не вследствие вооружённого конфликта, ведущего к изгнанию по признаку этнической принадлежности и фактической аннексии такой территории другим государством», ПАСЕ отвергает утверждения о том, что региональные территории, населённые меньшинствами, имеют абсолютное право на отделение.
ПАСЕ «ссылается на Резолюции 822 (1993), 853 (1993), 874 (1993) и 884 (1993) Совета Безопасности Организации Объединенных Наций и настоятельно призывает соответствующие
стороны соблюдать их, и в частности воздерживаться от любых враждебных актов, и вывести вооружённые силы со всех оккупированных территорий».
Этот документ является важным международным документом, подтверждающим участие вооружённых сил Армении в оккупации азербайджанских земель. Резолюция ПАСЕ также является документом, принятым для мирного урегулирования нагорно-карабахского конфликта. В резолюции содержится призыв к сторонам использовать только мирные средства для разрешения конфликта.

## Подкомитет по Нагорному Карабаху
В резолюции № 1416 ПАСЕ поручила своему Бюро учредить Специальный комитет, состоящий, в частности, из руководителей национальных делегаций стран Минской группы. В соответствии с этим был создан Подкомитет по Нагорному Карабаху под руководством экс-председателя ПАСЕ, члена британского парламента Рассела Джонстона. Целью создания подкомитета было активизировать усилия по достижению мирного решения конфликта. Но в 2008 году, со смертью Рассела Джонстона, подкомитет прекратил свою деятельность.
В отчётах, подготовленных в период председательства Джонстона, отмечалось, что ни одна из сторон конфликта не сделала ничего, чтобы подготовить своё население к возможности компромисса; «ни одно из сообществ, похоже, не готово пойти на компромисс или принять меры, которые в настоящее время обсуждаются представителями сторон».
В начале 2010 года были предприняты усилия по восстановлению деятельности подкомитета. 28 января 2011 года бюро ПАСЕ одобрила пересмотр вопроса о подкомитете, и единогласным голосованием остальных членов ассамблеи, кроме армянской делегации, испанский парламентарий Жорди Укла-и-Коста был избран председателем подкомитета. В апреле того же года, ещё до того, как подкомитет официально начал свою деятельность, Укла-и-Коста заявил, что намерен «наладить сотрудничество с политиками, послами и академическими кругами» в Армении и Азербайджане.
Отношение сторон конфликта к восстановлению подкомитета было разным. Укла-и-Коста особо подчёркивал, что армянская делегация этим недовольна. Так, по утверждению Армении, подкомитет, поскольку он был восстановлен под руководством тогдашнего председателя ПАСЕ Мевлюта Чавушоглу, мог «препятствовать мирному процессу» и «демонстрировать предвзятую позицию» в пользу Азербайджана. В ответ на эти претензии Чавушоглу отметил, что решение о возобновлении деятельности подкомитета было принято ПАСЕ за несколько месяцев до его избрания председателем, и что турки не участвовали в этой инициативе.
Официальные лица Армении также выразили свое недовольство отказом ПАСЕ признать непризнанную Нагорно-Карабахскую Республику в качестве независимой стороны в ходе переговоров, а также в деятельности подкомитета.
Минская группа ОБСЕ не делала официального заявления в связи с восстановлением деятельности подкомитета.

## Резолюция Европейского парламента
Та же обеспокоенность, что и в резолюции ПАСЕ № 1416, была выражены в резолюции Европарламента от 20 мая 2010 года «Требования к стратегии Европейского Союза по Южному
Кавказу». В качестве фактов, вызывающих наибольшее беспокойство, указывалось «изгнание сотен тысяч людей со своих домов», высказывалась требование «вывода армянских сил со всех оккупированных территорий Азербайджана».
Как отмечено в резолюции 2010 года, Европейский союз «серьёзно обеспокоен тем, что сотни тысяч беженцев и вынужденных переселенцев, покинувших свои дома во время или в связи с нагорно-карабахским конфликтом, остаются перемещёнными лицами и лишены своих прав, включая право на возвращение, имущественные права и право на личную безопасность;…в
связи с этим требует вывода вооружённых сил Армении со всех оккупированных территорий Азербайджана».

## Реакции

### Азербайджан
17 июня 2005 года Милли Меджлис Азербайджанской Республики в своём обращении к Парламентской ассамблее Совета Европы высоко оценил объективную позицию Совета Европы по мирному урегулированию нагорно-карабахского конфликта и назвал принятие резолюции № 1416 «значительным вкладом в международные усилия по урегулированию конфликта».